# Chiesa di Santa Maria della Porta o di San Luigi
La chiesa di Santa Maria della Porta è una chiesa del centro storico di Lecce, situata in via Giuseppe Palmieri, nelle vicinanze di Porta Napoli, opera dell'ingegnere G. Magliola.

## Storia
In origine, era una piccola chiesa al di fuori delle mura della città dedicata a “Maria che trova Gesù a disputare coi Dottori nel Tempio”. In occasione del rifacimento delle mura, intorno al 1548, regnando l'augusto Imperatore Carlo V, e governando questa provincia Ferrante Loffredo, Marchese di Trevico, fu la predetta Cappella riedificata nell'interno della città. Nel 1567 la Chiesa fu resa più ampia e decorosa, in occasione d'un fatto prodigioso, oltremodo straordinario, che fu segnalato nella guarigione istantanea di una donna devota di Maria di nome Laura Macchia che da cinquant'anni affetta da incurabile paraplegia. Sulla porta minore della Chiesa fu consacrata la memoria dell'avvenuto miracolo con la seguente iscrizione: 

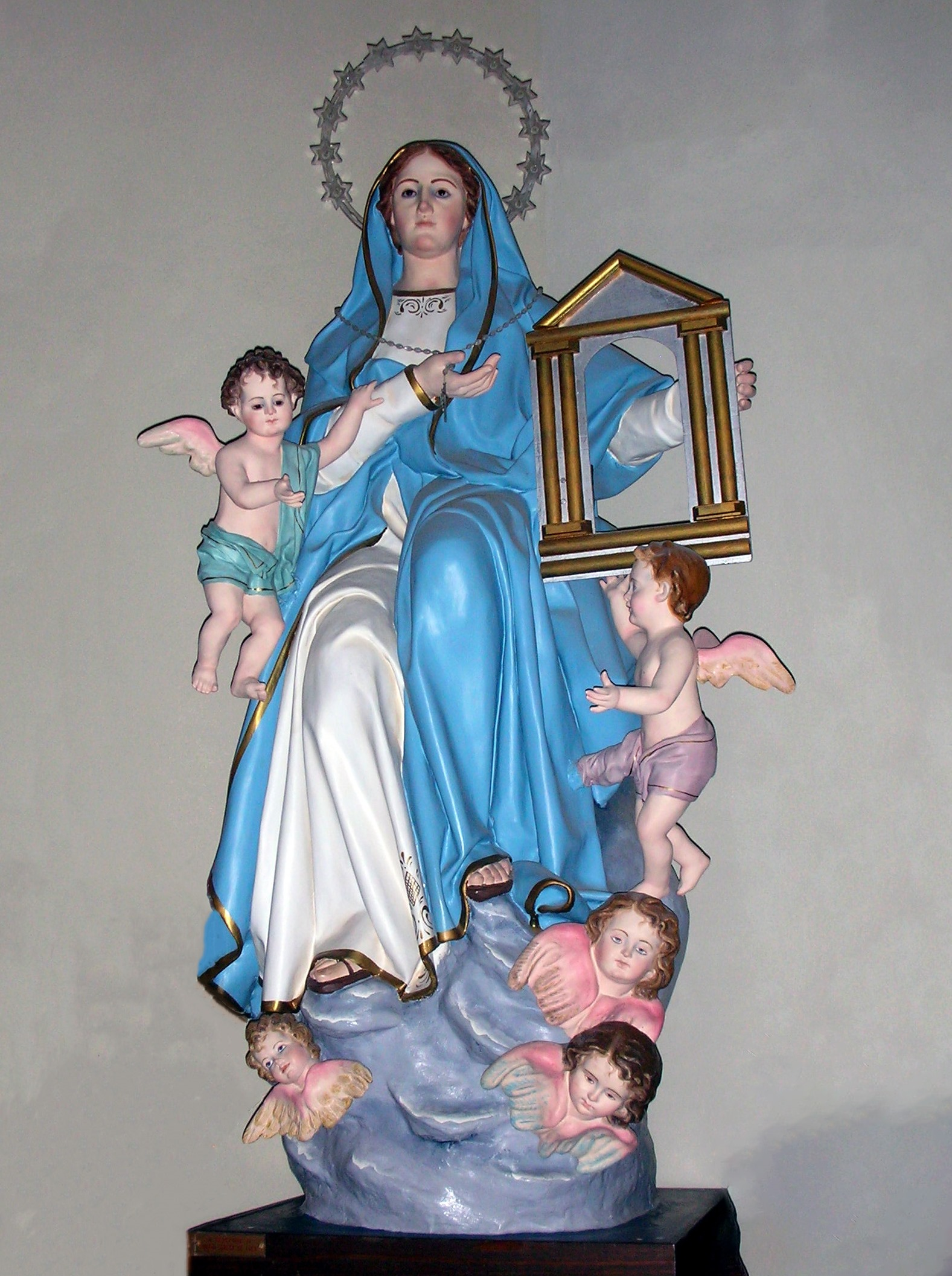
Santa Maria della Porta

Nel 1606 la Chiesa di S. Maria della Porta fu elevata alla dignità di parrocchia, con decreto di erezione del 16 marzo dello stesso anno, emanato in Lecce nel Convento dei Celestini in S.Croce, dove risiedeva il Delegato Apostolico di Paolo V, Mons. Giovan Battista Guanzato, vescovo di Polignano. Oggi, rettoria e sede della congregazione di San Luigi Gonzaga.

### L'attuale parrocchia

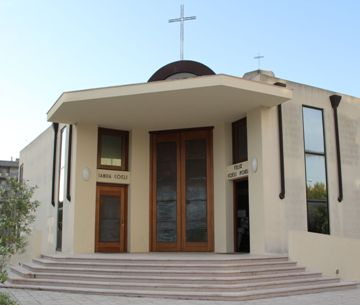
Parrocchia Santa Maria della Porta

Divenuta negli ultimi anni estremamente decentrata rispetto al territorio della parrocchia, è stato edificato un nuovo tempio posto al di là delle antiche mura. L'attuale complesso parrocchiale, situato in via Cavalieri di Vittorio Veneto, è stato consacrato il 13 dicembre 1998 da Mons. Cosmo Francesco Ruppi e conta circa 1.151 famiglie e 4.300 fedeli.
È stato realizzato su un suolo di 4.296 metri quadrati messo a disposizione della Diocesi dal Comune di Lecce. Il progetto è stato redatto dall'architetto Giuseppe Fiorillo, coadiuvato per l'impiantistica dall'ingegnere Costantino Prinari. È stato approvato e finanziato dalla Conferenza Episcopale Italiana con provvedimento a firma del Cardinale Camillo Ruini del 1º marzo 1995.
I lavori di costruzione hanno avuto inizio il 21 dicembre 1995 e sono stati completati nei tre anni previsti dal decreto di finanziamento, grazie all'impegno della ditta "Marullo Costruzioni s.r.l." con sede in Calimera.

## Descrizione

### Esterno
L'incisione realizzata da Pompeo Renzo nel 1634 per l'opera “Lecce Sacra”, di Giulio Cesare Infantino, mostra il prospetto principale della Chiesa cinquecentesca caratterizzato da un profilo a spioventi, con un grande rosone nella parte centrale, mentre una serie di porte architravate, alcune con lunette istoriate, permettevano di accedere ai diversi ambienti della Chiesa. L'attuale edificio è stato ricostruito in forme neoclassiche dal 1852 al 1858 su disegni dell'architetto Giuseppe Maiola da Maddaloni. La Chiesa, a pianta centrale ottagonale, si presenta all'esterno con una volumetria compatta e geometrica. Il prospetto principale presenta un portale architravato affiancato da alte lesene, con capitelli in stile ionico, sulle quali si imposta l'architrave e il frontone triangolare. L'ambiente ottagonale è coperto da una cupola rivestita all'esterno da mattonelle maiolicate policrome e decorata all'interno a lacunari con motivi floreali rastremati verso l'alto.

### Interno

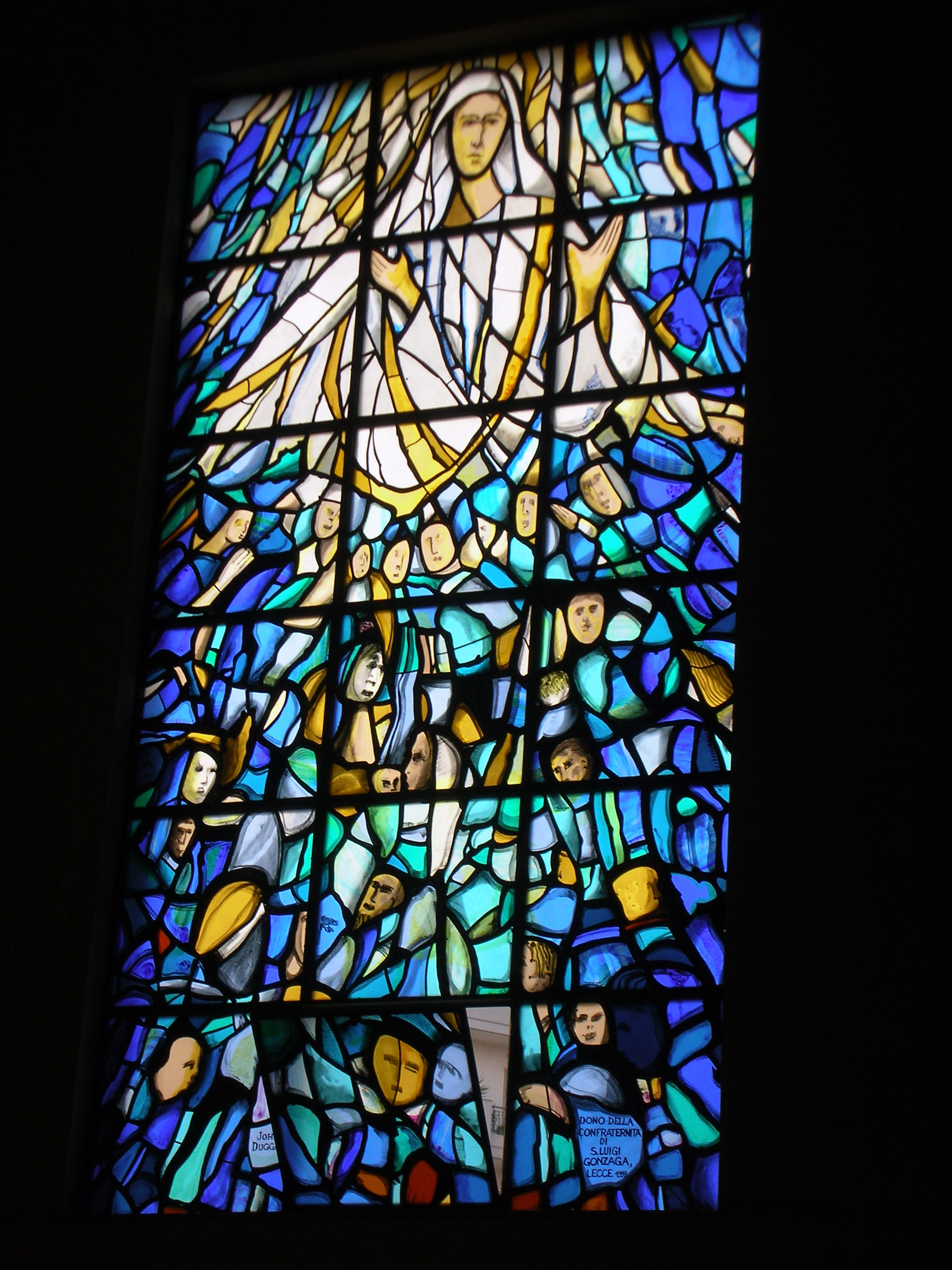
Particolare della vetrata donata dalla confraternita di San Luigi Gonzaga

Il perimetro interno è scandito da quattro arcate tangenti alla cornice su cui è impostata la cupola, decorate con motivi a ovuli e dentelli e impostate su paraste scanalate con capitelli corinzi. Si alternano ad esse quattro arcate più piccole, che immettono alle due cappelle rettangolari voltate a botte ai lati dell'ingresso e delle due cappelle a pianta semicircolare ai lati dell'abside. Tra le dedicazioni delle cappelle ricordiamo quella a Sant'Oronzo e al Sacro Cuore di Gesù a sinistra, e quelle a san Luigi e al Crocifisso a destra. Nella cappella centrale di destra, delimitata da una balaustra in marmo, entro una nicchia al di sopra dell'altare, è collocata una scultura della Madonna della Porta. Diametralmente opposto è l'ingresso agli ambienti della sacrestia e, al di sopra di esso, è l'immagine dell'Immacolata. In controfacciata sono collocati l'organo e la cantoria dal profilo mistilineo. Il motivo decorativo a lacunari, presente nella cupola, ritorna nella calotta dell'abside centrale e nell'intradosso delle arcate maggiori. La Chiesa è illuminata dal lucernario che si apre alla sommità della cupola e da sei finestre semicircolari, due delle quali ai lati dell'abside presentano vetrate policrome figurate con due angeli in adorazione del Sacro Cuore e con un angelo che salva le anime dal Purgatorio.